# Carales maculicollis
Carales maculicollis är en fjärilsart som beskrevs av Walker 1855. Carales maculicollis ingår i släktet Carales och familjen björnspinnare. Inga underarter finns listade i Catalogue of Life.